# Lôi Văn Địch
Lôi Văn Địch (tiếng Trung: 雷文迪; sinh ngày 1 tháng 6 năm 1994 ở Hồng Kông) là một cầu thủ bóng đá Hồng Kông hiện tại thi đấu cho câu lạc bộ tại Giải bóng đá ngoại hạng Hồng Kông Dreams.

## Sự nghiệp câu lạc bộ
Là một cầu thủ bóng đá tiềm năng, Lôi học tai Yan Chai Hospital Tung Chi Ying Memorial Secondary School vì các đội bóng đá mạnh của họ. Anh được huấn luyện tại học viện Kitchee và ký hợp đồng năm 2013 nhưng chưa bao giờ đá cho đội chính. Lôi được cho mượn đến Sun Hei và North District trong 2 năm tại Kitchee.
Sau khi giải phóng từ Kitchee, anh thi đấu cho North District năm 2015-16.
Vào mùa hè năm 2017, Lôi được tuyển bởi huấn luyện viên trưởng Dreams Leung Chi Wing. Anh ghi bàn thắng đầu tiên cho câu lạc bộ ngày 5 tháng 11 trong thất bại 2-1 trước R&F.